# شاهدخت یوکیکو
شاهدخت یوکیکو (به ژاپنی: 幸子女王); ۱۴ نوامبر ۱۶۸۰ – ۱۸ مارس ۱۷۲۰) کوگو همسر امپراتور هیگاشی‌یاما در  دوره ادو بود.